# Billy Chapin
Pour les articles homonymes, voir Chapin.
William McClellan Chapin, dit Billy Chapin, est un acteur américain, né le 28 décembre 1943 à Los Angeles en Californie et mort le 2 décembre 2016.

## Biographie
Billy Chapin est un enfant acteur, qui commença à tourner précocement, à l'âge d'un an. Sa carrière cinématographique, relativement courte, s'étend de 1944 à 1956. Par la suite, il tourna dans nombre de séries télévisées, notamment Mon amie Flicka.

## Filmographie
- 1944 : Casanova le petit (Casanova Brown), de Sam Wood
- 1946 : The Cockeyed Miracle, de S. Sylvan Simon
- 1953 : Commérages (Affair with a Stranger), de Roy Rowland
- 1953 : The Kid from Left Field, d'Harmon Jones
- 1954 : Le Maître du monde (Tobor the Great), de Lee Sholem
- 1954 : Alibi meurtrier (Naked Alibi) de Jerry Hopper
- 1955 : Au service des hommes (A Man Called Peter), d'Henry Koster
- 1955 : Les Inconnus dans la ville (Violent Saturday), de Richard Fleischer
- 1955 : La Nuit du chasseur (The Night of the Hunter), de Charles Laughton
- 1956 : Tension à Rock City  (Tension at Table Rock), de Charles Marquis Warren